# Borixon
Borixon, anciennement Borygo, de son vrai nom Tomasz Wit Borycki (né le 15 juin 1977 à Kielce), est un rappeur, auteur-compositeur, producteur musical et entrepreneur polonais. Membre du groupe Wzgórze Ya-Pa 3, du supergroupe Gang Albanii et Chillwagon, ainsi que des collectifs Gib Gibon Skład et LWWL. Il mène également une carrière artistique solo. Il est propriétaire du label Juicey Juice, et il est nommé aux Fryderyki avec WYP3.

## Biographie
Tomasz Wit Borycki commence sa carrière artistique au début des années 1990. Le rappeur se lie rapidement à la scène hip-hop de Kielce, alors en plein essor. Au départ, il collabore avec Liroy, qu'il soutenait lors de concerts en tant que hypeman.
En 1999, un album intitulé Ja mam to co ty, composé principalement de remixes, sort. Borycki participe quant à lui aux albums des groupes V.E.T.O. – Vetomania et Molesty – Ewenement. Un an plus tard, en 2000, le cinquième album de Wzgórza Ya-Pa 3, intitulé Precedens, sort. Parmi les invités figurent notamment JedenSiedem, Gano et Chada. Borygo apparaît à nouveau sur l'album de V.E.T.O. intitulé Drugie życia tchnienie. En 2001, Tomasz Borycki, sous le pseudonyme de Borixon, sort son premier album solo intitulé WYP3 kolejna część.
En 2002, Borixon sort son deuxième album solo intitulé Mam pięć gram. L'album est publié dans le cadre d'un contrat d'édition avec la société Camey Studio. Franek, Gutek et Selma, entre autres, participent à cet album. L'album reçoit un accueil peu enthousiaste et ne connait pas de succès commercial. Borycki participe également aux premiers albums solo de A póki co... de Żurom et Boisz się alarmów... de Pih. Le 23 mai 2003, le troisième album du rappeur, intitulé Hardcorowa komercja – Nic naprawdę, principalement produit par DJ 100 Karatów, sort.
En 2015, il rejoint le groupe Gang Albanii, formé à l'initiative du producteur Robert M et de Popek. L'album Królowie życia du groupe Gang Albanii fait son entrée à la première place du classement polonais OLiS et est certifié disque de diamant en Pologne.

## Discographie

### Albums studio
- 2001 : WYP3 kolejna część
- 2002 : Mam pięć gram
- 2003 : Hardcorowa komercja – Nic naprawdę
- 2004 : Rap daje mi siłę
- 2006 : Zacieram ręce dzieciak
- 2009 : Semtex (avec Kajman i PRW.RS)
- 2012 : Rap Not Dead
- 2014 : New Bad Life
- 2017 : Koktajl
- 2018 : Mołotow
- 2020 : 420024 (avec ReTo)
- 2022 : Mixed Music Arts (MMA)
- 2023 : Fiodor i Borys (oraz Tede)

### EP
- 2017 : Koń trojański

### Singles notables
- 2006 : Rap daje mi siłę
- 2007 : Mówimy prawdę
- 2020 : Co cię trapi (avec ReTo)
- 2020 : 420024
- 2020 : Milion w godzinę (avec ReTo)

## Filmographie
- 1995 : Kielce – Czyli Polski Bronx
- 2000 : Mówią bloki człowieku (documentaire)
- 2017 : Popek za życia